# Trinidad en Tobago op de Olympische Zomerspelen 1968
Trinidad en Tobago nam deel aan de Olympische Zomerspelen 1968 in Mexico-Stad, Mexico. In tegenstelling tot de vorige editie werd dit keer geen enkele medaille gewonnen.

## Resultaten en deelnemers per onderdeel

### Atletiek
Mannen, 100 meter
- Ronald Monsegue
  - Eerste ronde — 10.5 seconden (→ 5e in serie, ging niet verder)

Mannen 200 meter
- Edwin Roberts
  - Eerste ronde — 20.6 seconden (→ 4e in serie, ging door naar de tweede ronde)
  - Tweede ronde — 20.4 seconden (→ 2e in serie, ging door naar de halve finale)
  - Halve finale — 20.4 seconden (→ 2e in serie, ging door naar de finale)
  - Finale — 20.3 seconden (→ 4e plaats)
- Winston Short
  - Eerste ronde — 20.9 seconden (→ 2e in serie, ging door naar de tweede ronde)
  - Ronde 2 — 21.5 seconden (→ 7e in serie, ging niet verder)

Mannen, 400 meter
- George Simon
  - Eerste ronde — 47.9 seconden (→ 5e in serie, ging niet verder)

Mannen 800 meter
- Benedict Cayenne
  - Heats — 1:48.2 min (→ 2e in serie, ging door naar de halve finale)
  - Halve finale — 1:46.8 min (→ 4e in serie, ging door naar de finale)
  - Finale — 1:54.3 min (→ 8e plaats)

Mannen 4x100 meter estafette
- Raymond Fabien, Winston Short, Carl Schutter, Edwin Roberts
  - Heats — 38.9 seconden (→ 6e in serie, ging door naar de halve finale)
  - Halve finale — 39.5 seconden (→ 6e in serie, ging niet verder)

Mannen 4x400 meter estafette
- George Simon, Euric Bobb, Benedict Cayenne, Edwin Roberts
  - Heats — 3:04.5 min (→ 2e in serie, ging door naar de halve finale)
  - Halve finale — 39.5 seconden (→ 6e in serie, ging niet verder)
  - Finale — 3:04.5 min (→ 6e plaats)

### Gewichtheffen
Lichtgewicht
- Hugo Gittens
  - Drukken — 120,0 kg
  - Trekken — 102,5 kg
  - Stoten — 137,5 kg
  - Totaal — 360,0 kg (→ 16e plaats)

### Schietsport
Mannen 50 m geweer - liggend
- Hugh Homer — 583 pts (→ 65e plaats)
- Bertram Manhin — Niet gestart (→ niet geklasseerd)

Mannen 50 m pistool
- Bertram Manhin — 539 pts (→ 38e plaats)

### Wielersport
Mannen 1.000m tijdrit
- Roger Gibbon — 1:04.66 min (→ 5e plaats)

Mannen sprint
- Roger Gibbon
  - Eerste ronde — 1e in serie (→ ging door naar de ronde 2)
  - Ronde 2 — 1e in serie (→ ging door naar de ronde 2)
  - Laatste 16 — 2e in serie (→ ging door naar de herkansing)
  - Herkansing — 2e in serie (→ ging niet verder)
- Leslie King
  - Eerste ronde — 2e in serie (→ ging door naar de herkansing)
  - Herkansing — 1e in serie (→ ging door naar de ronde 2)
  - Ronde 2 — 3e in serie (→ ging door naar de herkansing)
  - Herkansing — 1e in serie (→ ging door naar de ronde of 16)
  - Laatste 16 — 2e in serie (→ ging door naar de herkansing)
  - Herkansing — 3e in serie (→ ging niet verder)

Mannen individuele achtervolging
- Vernon Stauble
  - Kwalificatie — 5:07.80 min (→ 19e in de kwalificatie, ging niet verder)

Mannen ploegenachtervolging
- Robert Farrell, Salim Mohammed, Phillip Richardson, Noel Luces
  - Kwalificatie — 4:48.64 min (→ ging niet verder)

### Zwemmen
Mannen, 100 meter vrije stijl
- Geoffrey Ferreira
  - Heats — 58.9 s (→ 5e in serie, ging niet verder)

Mannen, 100 meter rugslag
- Geoffrey Ferreira
  - Heats — Niet gestart (→ niet geklasseerd)

Mannen, 100 meter vlinderslag
- Geoffrey Ferreira
  - Heats — Niet gestart (→ niet geklasseerd)

Afghanistan · Algerije · Amerikaanse Maagdeneilanden · Argentinië · Australië · Bahama's · Barbados · België · Bermuda · Birma · Bolivia · Bondsrepubliek Duitsland · Brazilië · Brits-Honduras · Bulgarije · Canada · Centraal-Afrikaanse Republiek · Ceylon · Chili · Colombia · Congo-Kinshasa · Costa Rica · Cuba · Denemarken · Dominicaanse Republiek · Duitse Democratische Republiek · Ecuador · El Salvador · Ethiopië · Fiji · Filipijnen · Finland · Frankrijk · Ghana · Griekenland · Groot-Brittannië · Guatemala · Guinee · Guyana · Honduras · Hongarije · Hongkong · Ierland · IJsland · India · Indonesië · Irak · Iran · Israël · Italië · Ivoorkust · Jamaica · Japan · Joegoslavië · Kameroen · Kenia · Koeweit · Libanon · Libië · Liechtenstein · Luxemburg · Madagaskar · Maleisië · Mali · Malta · Marokko · Mexico · Monaco · Mongolië · Nederland · Nederlandse Antillen · Nicaragua · Nieuw-Zeeland · Niger · Nigeria · Noorwegen · Oeganda · Oostenrijk · Pakistan · Panama · Paraguay · Peru · Polen · Portugal · Puerto Rico · Roemenië · San Marino · Senegal · Sierra Leone · Singapore · Soedan · Sovjet-Unie · Spanje · Suriname · Syrië · Taiwan · Tanzania · Thailand · Trinidad en Tobago · Tunesië · Turkije · Tsjaad · Tsjecho-Slowakije · Uruguay · Venezuela · Verenigde Arabische Republiek · Verenigde Staten · Vietnam · Zambia · Zuid-Korea · Zweden · Zwitserland